# Енріке Коелью Нетто

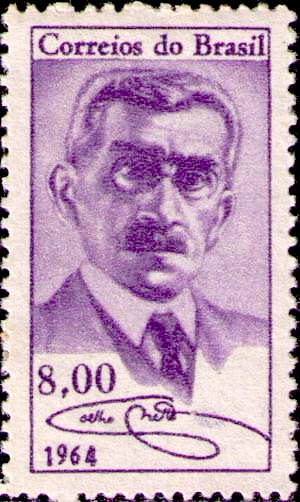
Поштова марка Бразилії, присвячена письменнику. 1964 рік

Енріке Максиміліано Коелью Нетто (порт. Henrique Maximiano Coelho Netto; 21 лютого 1864, Кашіас, Мараньян, Бразильська імперія — 28 листопада 1934, Ріо-де-Жанейро
, Бразилія) — бразильський письменник, літературний і театральний критик, фольклорист, драматург, педагог, професор, політичний діяч, один із засновників Бразильської академії літератури, голова академії в 1926 році.

## Біографія
Його батько був португальцем а мати — бразильською індіанкою. Закінчив Колежіу Педру II, вступив на медичний факультет, але навчання кинув. З 1883 року вивчав право на юридичному факультеті Університету Сан-Паулу. Брав участь у студентських маніфестаціях. Змушений був перевестися до університету Пернамбуку.
Пізніше співпрацював з Gazeta de Tarde. Займався політичною діяльності в рядах республіканців. Брав участь у боротьбі за скасування рабства в Бразилії.
У 1890 році працював секретарем в уряді штату Ріо-де-Жанейро, в наступному році — директором з державних справах. У 1892 році був призначений професором історії мистецтв Національної академії мистецтв, потім — професором літератури в Колежіу Педру II. У 1910 році став професором історії театру і літератури в Школі драматичних мистецтв (Escola de Arte dramatica), потім її директором.
Був членом Палати депутатів Бразилії.

## Творчість
Письменник-модерніст, символіст, парнасець.
Автор коротких розповідей, романів, хронік і комедій, в загальній складності створив 112 творів, опублікованих між 1893 і 1928 роками. Писав також твори для дітей.

## Вибрані твори
- Rapsódias, збірка оповідань (1891)
- Sertão (1896)
- Álbum de Caliban, збірка оповідань (1897)
- Inverno em Flor, роман (1897)
- A Capital Federal (Impressões de um Sertanejo), роман (1893)
- A Conquista, роман (1899)
- Tormenta, роман (1901)
- A Bico de Pena (1904)
- Turbilhão, роман (1906)
- Rei Negro, роман (1914)
- Esfinge, роман (1908)
- O Mistério (1920)
- Mano, Livro da Saudade, (1924)
- O povo, роман (1924)
- Imortalidade, роман (1926)
- Contos da vida e da morte, збірка оповідань (1927)
- A Cidade Maravilhosa, збірка оповідань (1928)
- Bazar, хроніка (1928)
- Fogo Fátuo, роман (1929)
- Teatrinho (1905)

## Особисте життя
Його син Жуан Коелью Нетто (Прегінью, 1905—1979), відомий бразильський футболіст, нападник.